# Pythion und Asklepieion von Paros

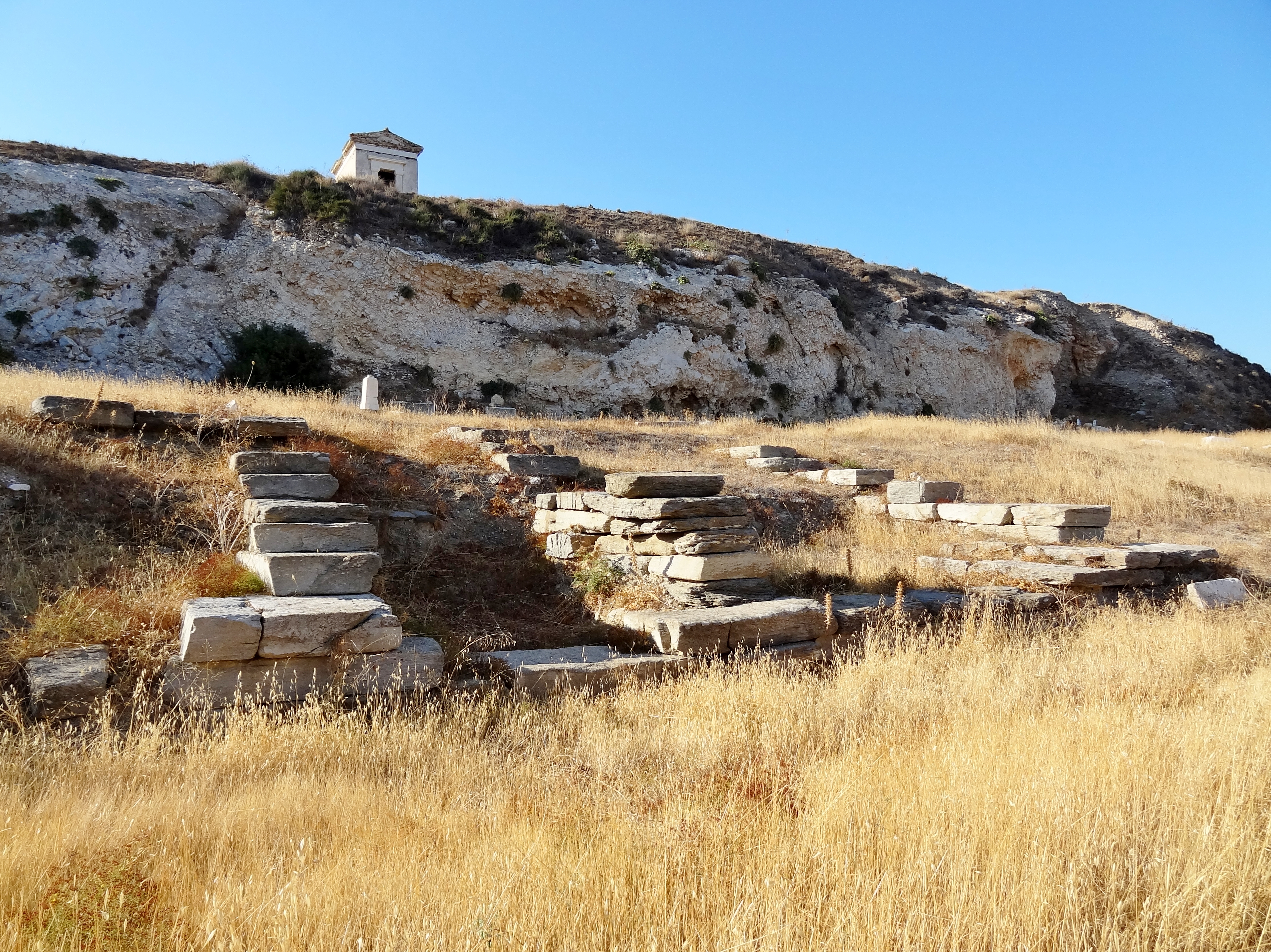
Reste des Asklepieions

Als Pythion und Asklepieion von Paros (griechisch Ιερά του Ασκληπειού και του Πυθίου Απόλλωνα Iera tou Asklepeiou kai tou Pythiou Apollona ‚Heiligtum des Asklepios und des Pythischen Apollon‘) wird eine archäologische Ausgrabungsstätte auf der griechischen Kykladeninsel Paros bezeichnet. Sie befindet sich an der Westküste der Insel am südwestlichen Ortsrand von Parikia (Παροικιά), dem Hauptort von Paros. Die Ausgrabung der Heiligtümer erfolgte 1897 bis 1899 durch Otto Rubensohn für das Deutsche Archäologische Institut.

## Lage

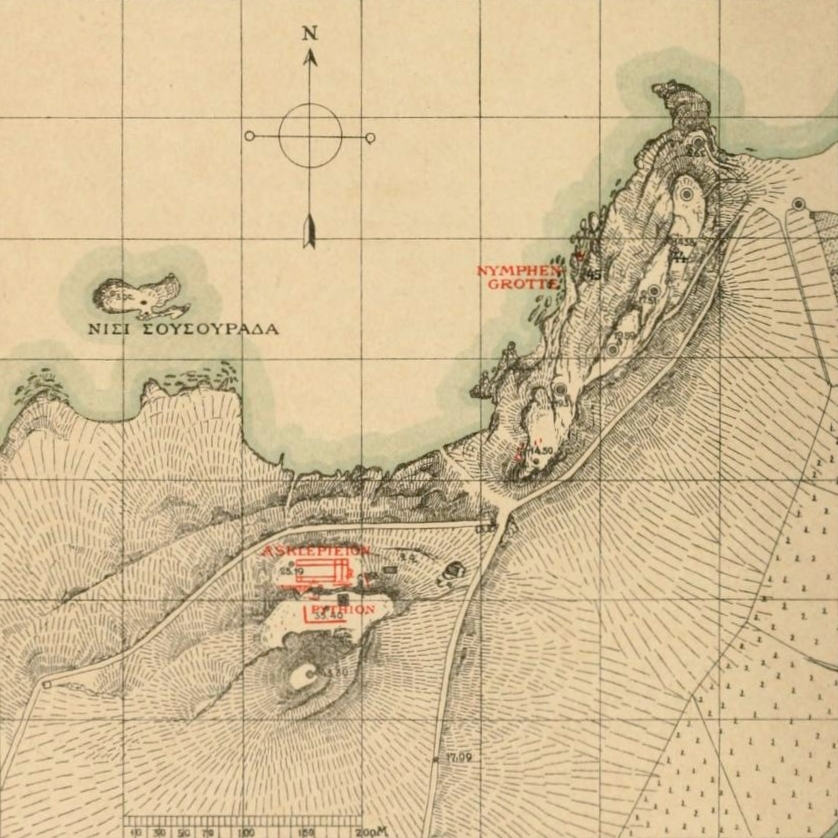
Lageskizze des Asklepieions und Pythions südwestlich Parikias (1901)

Die Lage des Asklepieions geriet seit der Antike nicht in Vergessenheit, obwohl zu Beginn der Ausgrabungen nur noch spärliche Reste des Bauwerks erhalten waren. Die Ausgrabungsstätte befindet sich auf zwei Terrassen am Nordabhang des 43,3 Meter hohen Arakas (Αρακάς ‚Erbsenberg‘). Der Altar des Heiligtums des Pythischen Apollon, des Pythions, stand dabei auf der 35,4 Meter hohen oberen Terrasse, das Heiligtum des Asklepios oder Asklepieion auf der 25,2 Meter hohen, unmittelbar im Norden anschließenden Terrasse darunter. Etwa 60 Meter nördlich der Tempelreste des Asklepieions verläuft die Küstenlinie, die hier den Meereseinschnitt Ormos Parikias (Όρμος Παροικιάς ‚Bucht von Parikia‘) bildet.
Zwischen dem Zentrum von Parikia im Nordosten und dem Standort des Asklepieions liegt die Erhebung Agia Anna (Αγία Άννα), um 1900 noch unbebaut, heute ein Teil des Ortes mit einer Kirche, Wohnhäusern und Hotels. Unterhalb der Ausgrabungsstätte zieht sich die Hauptstraße von Parikia über Parasporos nach Südwesten. Am Nordostrand des ehemaligen Asklepieions wurde ein Eingangsgebäude für Besucher errichtet, das zurzeit nicht betrieben wird und verfällt. Eine mit Natursteinmauern eingefasste Treppe führt von der Straße an dem Gebäude vorbei auf die etwa 70 Meter lange und 30 Meter breite untere Terrasse mit den Fundamenten des Asklepieions. An der Westseite gelangt man über einen unbefestigten Weg zur oberen Terrasse, dem einstigen Standort des Altars des Pythions.

## Geschichte
Aus Manuskripten des Cyriacus von Ancona, der Paros 1444 besuchte, sind Zeichnungen von Skulpturen und Inschriften bekannt, die Paros und dem Asklepieion zugeordnet werden konnten. Die Anlage wurde von den Bewohnern Parikias über Jahrhunderte als Steinbruch genutzt, um deren Teile, darunter viele Steine mit Inschriften, in den Häusern des Ortes zu verbauen. Bei seinen Ausgrabungen in und bei Parikia um die Wende vom 19. zum 20. Jahrhundert suchte der Archäologe Otto Rubensohn deshalb auch nach den Resten des Heiligtums des Asklepios südwestlich des Ortes.

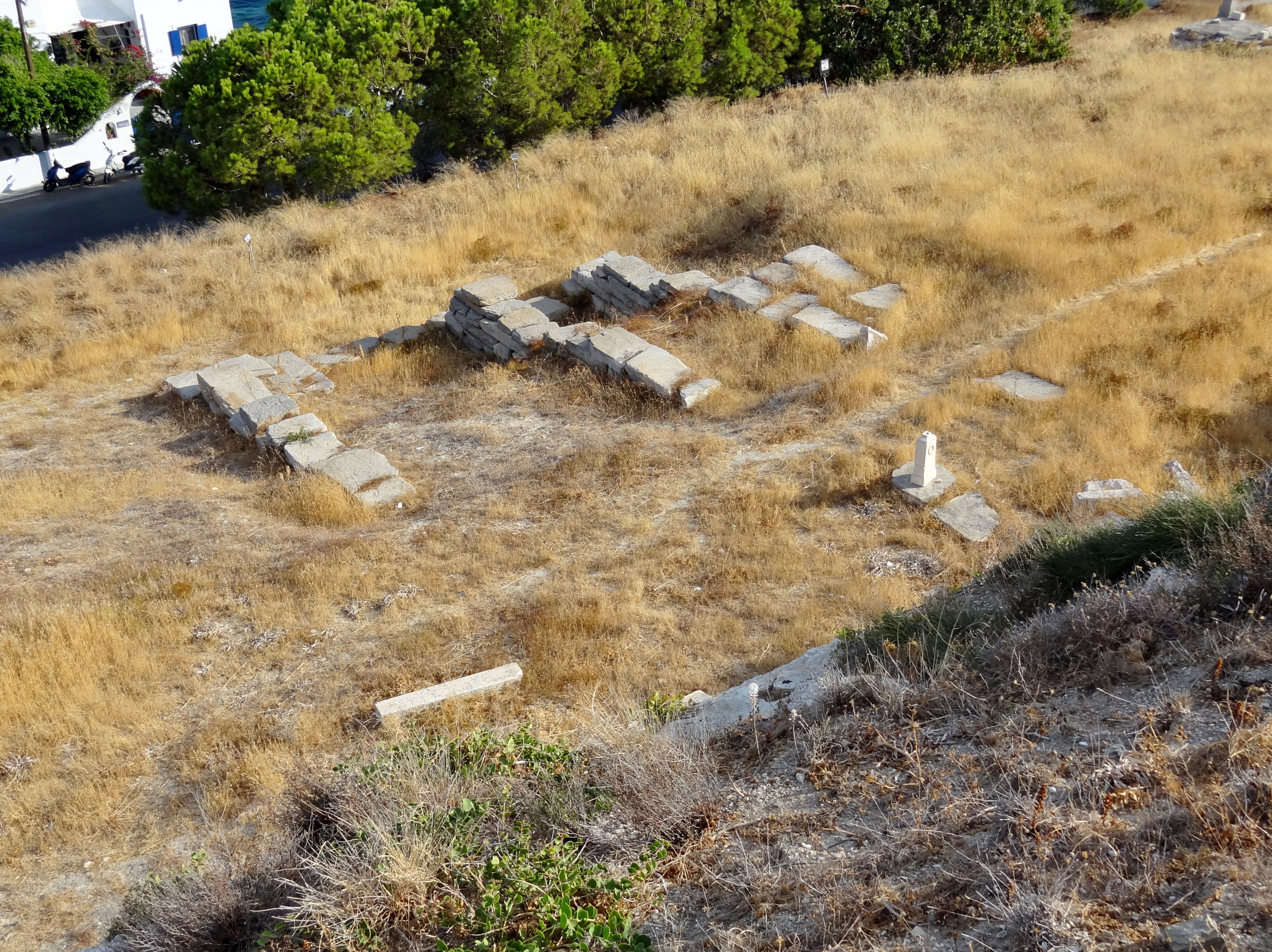
Ostseite des Asklepieions

Rubensohn fand an der Nordseite des Berges Arakas drei Ebenen vor. Auf der küstennahen untersten verlief der Weg von Parikia zur Westküste. Die Terrasse darüber war zum Teil künstlich angeschüttet. Auf ihr befand sich das von Ost nach West ausgerichtete Bauwerk des Asklepieions. Nach Auffassung Rubensohns verdrängte Ende des 5. Jahrhunderts v. Chr. der Kult des Asklepios, und mit ihm der der Hygieia am selben Ort, den älteren Kult des Apollon Pythios beziehungsweise übernahm dessen ursprüngliche Verehrung. Die älteste Inschrift des Asklepieions, in der der Name des Asklepios genannt wird, stammt aus der ersten Hälfte des 4. Jahrhunderts v. Chr.

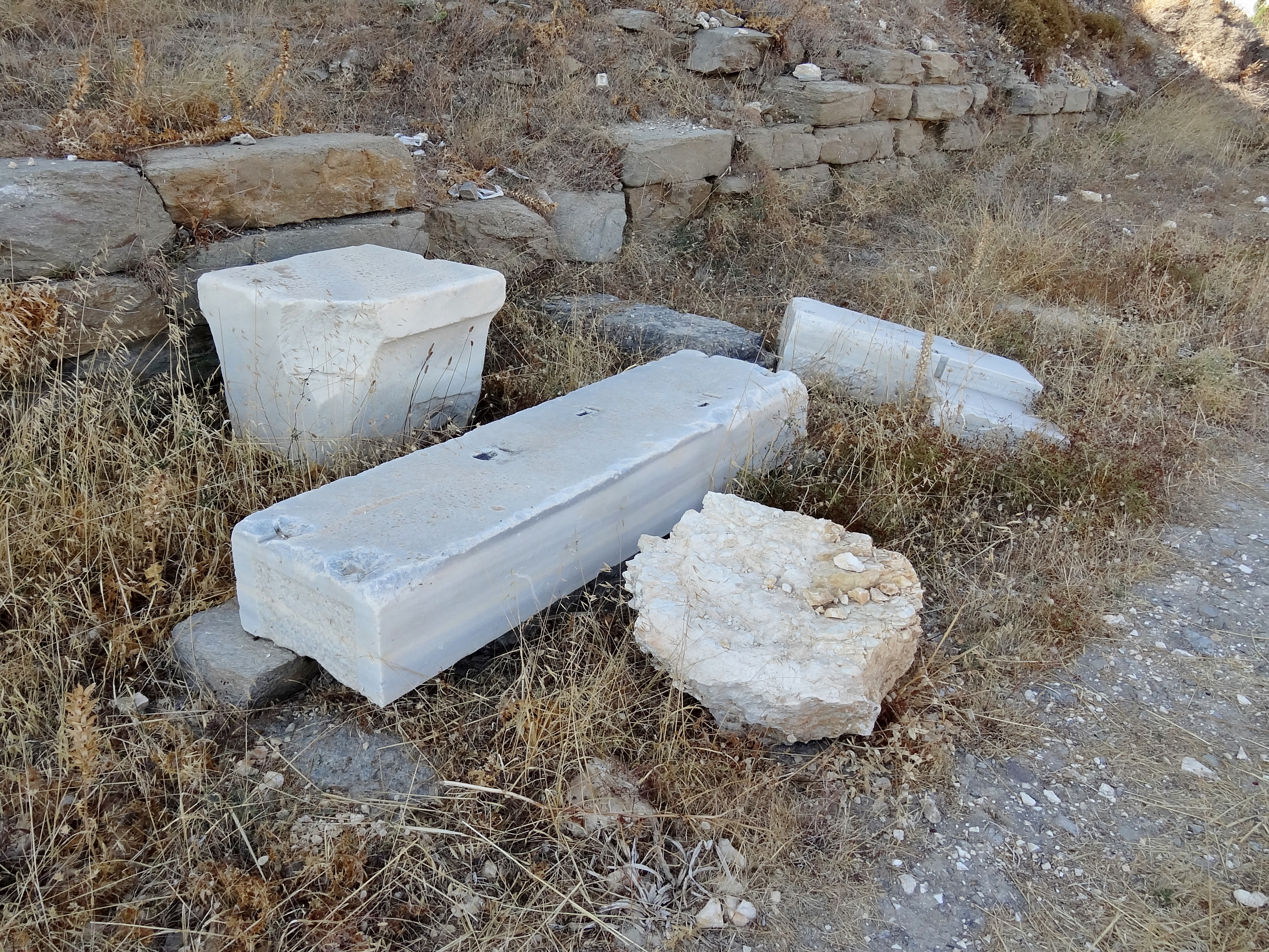
Teile des Asklepieions und Reste der Stützmauer zur oberen Terrasse

Grundlage für die Standortwahl war eine Quelle an der Felswand zur oberen Terrasse, auf der Rubensohn Fundamentreste des heiligen Bezirks des Apollon entdeckte. Die Ausmaße dieses Bauwerks sind nicht mehr zu klären. Rubensohn fand lediglich im südlichen Bereich vor dem Gipfel des Arakas einen Mauerzug in Ost-West-Richtung von mit geringen Unterbrechungen 37,5 Metern Länge und an dessen Westende im rechten Winkel ansetzend eine nord-südliche Mauer von 17 Metern Länge vor. Letztere könnte bis zum nördlichen Rand der oberen Terrasse gereicht haben, jedoch ohne Fundamentbettung im Boden. An dieser Stelle hatte man Stützmauern von der unteren Terrasse aus errichtet, um die obere zu stabilisieren.

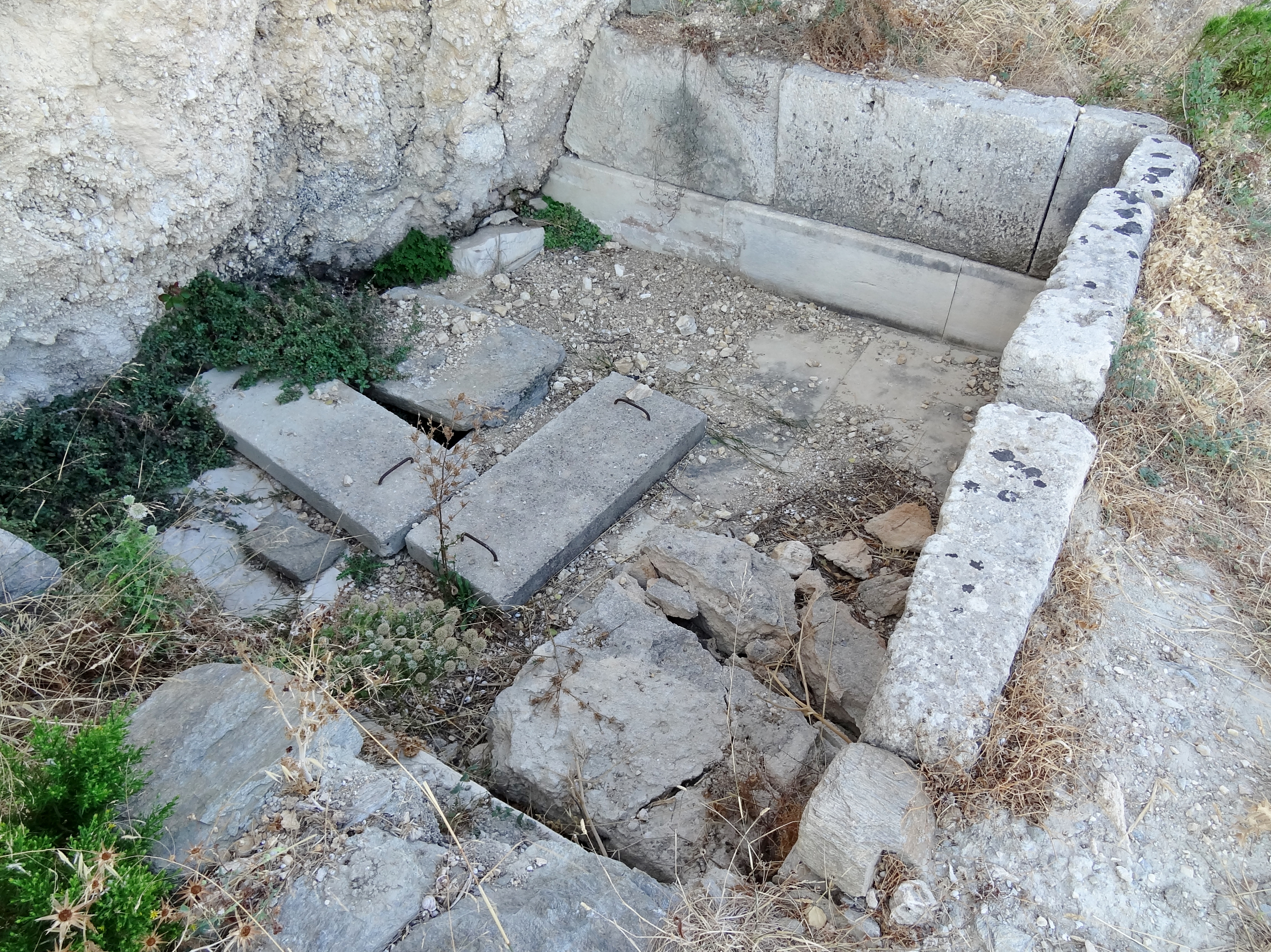
Marmorbecken der jüngeren Quelle

Aus den gefundenen Inschriften schloss Rubensohn, dass das Heiligtum des Apollon Pythios schon im 7. Jahrhundert v. Chr. bestanden haben muss. Dabei besaß das Pythion neben dem heiligen Bezirk auf der oberen Terrasse, dessen Mittelpunkt der Altar bildete, dem Zwecke einer Heilanstalt dienende Bauten an der heiligen Quelle der unteren Terrasse. Nach der Umwidmung von einer apollinischen Heilkultstätte in ein Asklepieion gegen Ende des 5. Jahrhunderts v. Chr. wurden die älteren Bauten zunächst weitergenutzt. Erst im 4. Jahrhundert v. Chr., wahrscheinlich in dessen zweiter Hälfte, wurde ein Umbau oder Neubau vorgenommen, der möglicherweise mit der Erschließung einer neuen Quelle elf Meter westlich der bisherigen Heilquelle zusammenhing.

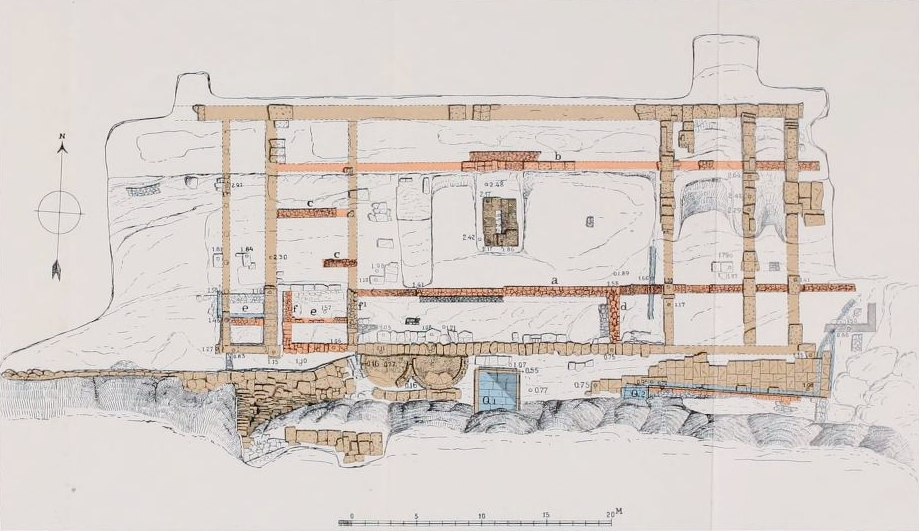
Planzeichnung der archäologischen Aufnahme des Asklepieions von 1902

Der Neubau des Asklepieions war ein mit einer Länge von 45,5 Metern rechteckiges Bauwerk. Das Maß von der Innenkante der Südmauer bis zur Innenkante der zerstörten Nordmauer betrug 17,5 Meter. Die Ausmaße des älteren Baus sind durch die Zerstörung von dessen Strukturen bei der Errichtung des Neubaus heute unbekannt. Das Asklepieion des 4. Jahrhunderts v. Chr. besaß an beiden Seiten, im Osten wie im Westen, je eine durch Pfeiler geöffnete Halle. Der Eingang zum Heiligtum befand sich im Osten. Den Mittelpunkt des Asklepieions bildete ein 23,5 × 17 Meter großer rechteckiger Innenhof. Hier stand in einer Achse mit dem neu angelegten Quellbassin der Hauptaltar des Heiligtums unter freiem Himmel. Unmittelbar westlich des Marmorbeckens der jüngeren Quelle gab es an der Rückwand des Heiligtums zwei aneinandergrenzende Exedren oder Ädikulä, wobei sich Rubensohn bei seiner Interpretation, ob es Sitznischen oder Basen von Bildwerken seien, nicht festlegte. Es sei daran erinnert, dass im Heiligtum neben Asklepios auch dessen Tochter Hygieia verehrt wurde. Bei den Baugliedern sind Funde dorischer Kapitelle verschiedener Größe hervorzuheben.

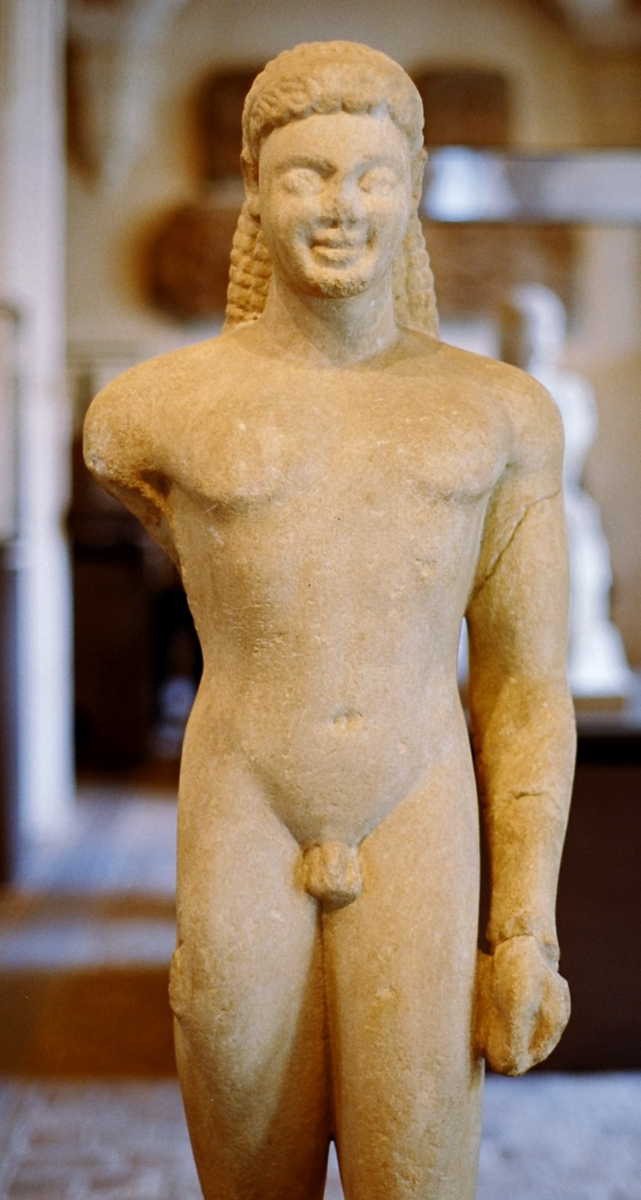
„Apollon“ aus Paros

Unter den Einzelfunden sind Skulpturen und Inschriften zu nennen. Die bedeutendste Skulptur ist dabei ein archaischer Kouros aus grobkörnigem parischen Marmor, der an der Nordwestecke des Heiligtums gefunden wurde. Seine Lage und die vorhandenen Beschädigungen lassen vermuten, dass er bereits im Altertum, beim Neubau des Asklepieions im 4. Jahrhundert v. Chr., verschüttet wurde. Neben der Nase fehlen der Skulptur der rechte Arm sowie beide Beine unterhalb der Knie. Die Vorderseite, die bei der Auffindung nach oben lag, ist stark verwittert und der linke Arm war in drei Stücke zerbrochen. Die erhaltene Höhe beträgt 1,035 Meter. Wegen seines Alters wurde der Kouros von Rubensohn als „Apollon“ bezeichnet beziehungsweise dem Heiligtum des Apollon Pythios zugeordnet. Die Jünglingsfigur, die sich heute im Louvre in Paris befindet, wurde um 540 v. Chr. hergestellt.
Aus den aufgefundenen Inschriften gehen zwei Arten von Weihungen im Asklepieion hervor. Dazu gehören Weihungen dankbar Genesener oder um Gesundheit Flehender, als auch von Eltern für ihre Söhne gestiftete Weihinschriften, darunter sogenannte Haarweihungen aus Anlass des Eintritts in das Jünglingsalter. Alle Weihinschriften richteten sich in ihren Widmungen gemeinsam an Asklepios und Hygieia. In der römischen Kaiserzeit nahm der Kult des Asklepios, wie auch anderswo, einen großen Aufschwung. Der Gott trat auf Paros in nahe Beziehungen zum Geschlechterkult. Als Beinamen des Asklepios sind aus den Inschriften von Paros zwei bekannt, Sōtēr (Σωτήϱ, „Retter“) und Hypataios (Ὑπαταῖος), die jeweils zweimal bezeugt sind. Während der erste ein geläufiger Beiname des Gottes ist, ist der zweite, in seiner Bedeutung „Gott von Hypata“, für Asklepios ansonsten nur für Thera belegt und als Beiname des Apollon noch aus Epidauros bekannt.

## Literatur

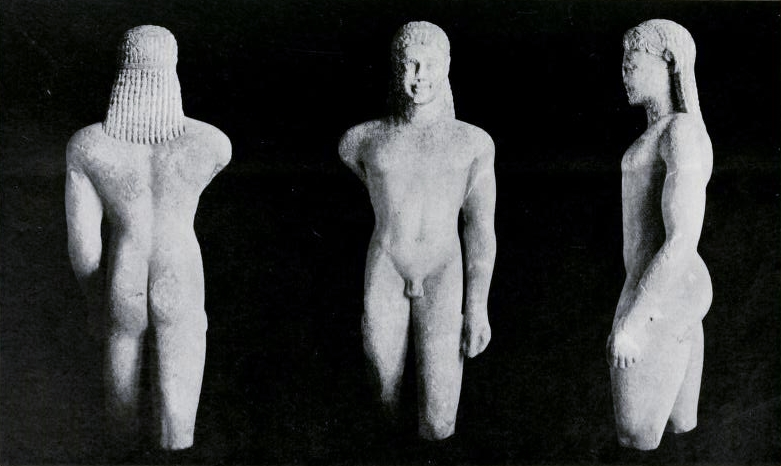
Der „Apollon“ aus Paros auf Tafel XI der Athenischen Mitteilungen, Band 27, zu Paros III von Otto Rubensohn